# Grande Reggio

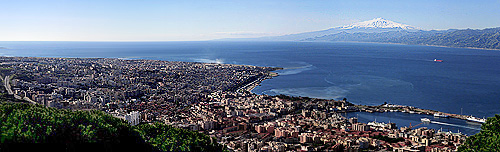
panorama della città

Il concetto di Grande Reggio - ovvero la Reggio Calabria che si estende da un capo all'altro tra le spiagge di Bocale e quelle di Scilla - risale al 1927, quando vennero accorpati nel capoluogo quattordici comuni fino ad allora autonomi e che oggi sono quartieri e sobborghi periferici che, come allora, facevano parte dell'hinterland del centro cittadino e dell'intera area dello stretto calabrese.

## I motivi della conurbazione

### Situazione demografica ed edilizia
Dopo il terremoto del 1908, la forte ripresa della città comportò un continuo e progressivo sviluppo demografico-edilizio. Infatti il governo incentivò ogni iniziativa finalizzata a migliorare le condizioni sociali, igieniche e di viabilità della città più antica e popolosa della Calabria, incoraggiando lo sviluppo degli strumenti necessari alla gestione del traffico ed il commercio, quindi per lo sviluppo industriale.
La nuova città tendeva infatti ad estendersi lungo il mare, avendo così più facili le comunicazioni e più agevoli i commerci. Gli abitanti delle zone montane e delle borgate confluivano verso la zona marina per farne centro dei propri affari. Le norme di ricostruzione antisismica non consentivano lo sviluppo in altezza ai nuovi fabbricati, per cui la nuova estensione della città fu molto maggiore di quella antecedente al terremoto.
Dunque per vari motivi quali:
- la tendenza della popolazione delle zone interne a trasferirsi lungo la costa;
- l'aumento sensibile della popolazione, che in poco più di un decennio crebbe del 65%;
- la maggiore ampiezza imposta dalle norme asismiche;

la zona della città compresa tra il mare e le vicine colline era già totalmente edificata, trovandosi inevitabilmente compressa dai confini dei comuni limitrofi, i quali nel frattempo continuavano a vivere una vita propria indifferente ad ogni crescita urbanistica e sociale. Il territorio costiero risultava quindi chiaramente insufficiente al profondo sviluppo industriale, commerciale, civile e sociale della città di Reggio.

### Il comune di Reggio prima della conurbazione
La situazione della circoscrizione territoriale del comune di Reggio prima della conurbazione denotava, a causa degli avvicendamenti storici nei millenni, uno spazio che a monte si fermava alle pendici dell'Aspromonte, arrivando a forma d'imbuto al mare, e delineando una linea costiera di poco più di 10 km, ben più ridotta rispetto alla reale linea costiera dello Stretto.
L'estensione territoriale di appena 7.751 ettari era infatti il risultato di vicende storiche che ridussero progressivamente il territorio della città, creando una rete di piccolissimi centri a nord e a sud, e comprimendo quindi il nuovo sviluppo urbano.
Tale territorio infatti non aveva, come gli altri importanti centri comunali, una delimitazione tracciata da confini determinati, quali normalmente sono i corsi di acqua, i monti e le valli.
Dando uno sguardo alla sponda opposta dello Stretto ci si poteva rendere conto che la città di Messina, il cui territorio comprendeva 48 villaggi, formava una linea ininterrotta da Giampilieri a Capo Faro, per una distesa di 34 km, svolgendo il suo territorio lungo tutta la costa sicula dello Stretto, mentre l'altrettanto importante territorio della città di Reggio Calabria guardava sino ad allora una ristretta parte del braccio di mare. Ciò era dovuto al fatto che il territorio della zona calabra dello Stretto (da Torre Cavallo a Punta Pellaro), era costituito dai piccoli comuni di Gallico, Catona, Villa San Giovanni e Cannitello a nord, ed i territori dei comuni di Gallina e Pellaro a sud, che limitavano l'affaccio costiero della città.
Si considerò dunque che se questi comuni fossero stati compresi in quello di Reggio Calabria, sarebbe esistita uniformità territoriale lungo lo Stretto e tra i comuni di Reggio e Messina, permettendo di mettere in pratica il concetto che gli stretti, come i fiumi, tendono ad essere dominati da uno stesso centro demografico.

## I vecchi comuni limitrofi

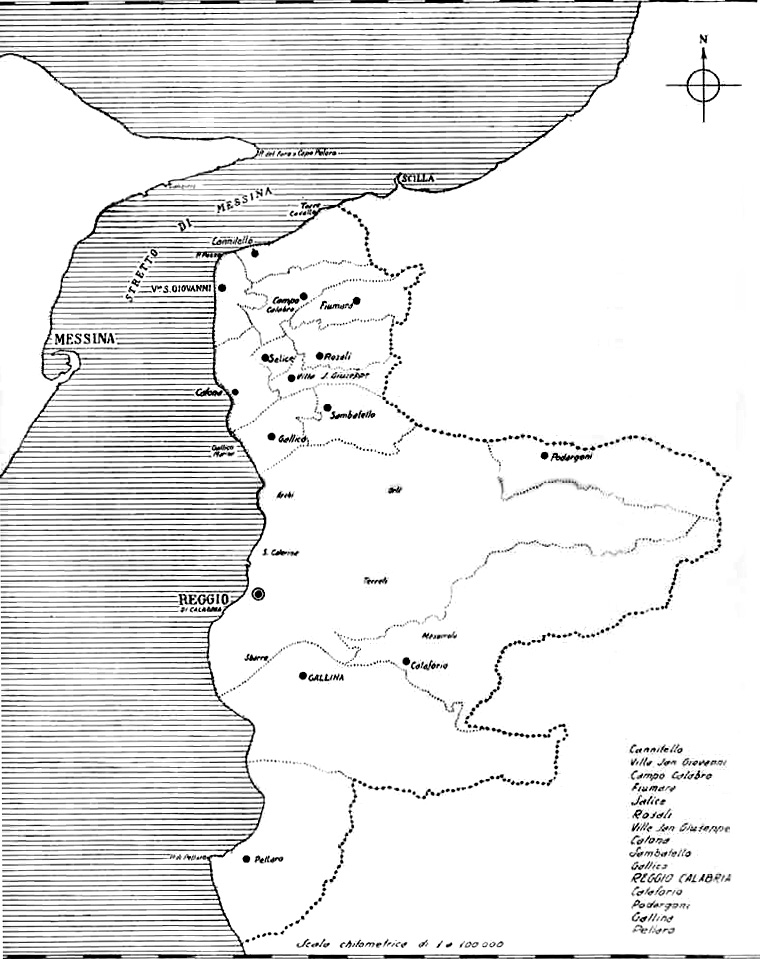
Mappa della "Grande Reggio"

Il territorio dell'antica città di Reggio Calabria era compreso tra Torre Cavallo (Punta Cenide) e Punta Pellaro lungo la costa, mentre andava dall'Altipiano della Melia alle pendici dell'Appennino fino al monte Basilicò a quota 1.774 m nella zona montana, quindi si ricongiungeva al mare attraverso i campi di Reggio, Gallina e la Fiumara di Valanidi, in prossimità di Punta Pellaro.
In un territorio di 24.404 ettari sorgevano quattordici piccoli comuni, una fittissima rete attorno al grande centro, però senza possibilità di espansione, che costituiva un'evidente appendice artificiosa del capoluogo, prodotto di interessi particolaristici.
Per conoscere anche sommariamente quali erano le condizioni demografiche, territoriali, finanziarie, economiche, industriali e commerciali di questo gruppo di comuni, è necessario porre in rilievo per ciascuno brevi cenni corredati da elementi statistici desunti dai bilanci preventivi in quel periodo.
1. Campo Calabro[1]
Sulle colline soprastanti Villa San Giovanni, in mezzo a fertili terreni e vigneti è centro prevalentemente e quasi esclusivamente rurale. Ha un'estensione di 700 ettari ed una popolazione di circa 2.900 abitanti. L'economia si basa su prodotti quali vino, agrumi, molto ricca la produzione dei bozzoli.
2. Cannitello[1]
In riva al mare sulla sponda dello Stretto. La zona abitata lungo la strada provinciale e lungo il mare è senza interruzione unita a quella di Villa San Giovanni, ha un'estensione di 416 ettari e conta circa 2.850 abitanti. L'economia si basa su prodotti quali vini, olii, essenza di bergamotto, limoni. Vi sono importanti stabilimenti per la filatura della seta con numerosa mano d'opera prevalentemente femminile; presente anche l'industria della pesca con sistemi però molto primitivi.
3. Cataforio
Situato sulla sponda destra del "torrente Sant'Agata", su terreno variegato con continui avvallamenti e senza pianure vicino all'abitato, dista circa 10 km dal mare. Ha un'estensione di 3.400 ettari ed una popolazione di circa 3.600 abitanti. L'economia si basa su prodotti quali cereali, olii, agrumi, essenza, frutta, castagne. Vi sono boschi di castagni, faggi ed abeti.
4. Catona
Lungo la costa in fertile territorio di prospetto a Messina, è uno dei punti più prossimi tra la penisola e la Sicilia. una spiaggia molto gradevole, abitata dal popolo marinaresco per eccellenza e con tradizioni millenarie. Ha un'estensione di 575 ettari ed una popolazione di circa 4.900 abitanti. L'economia si basa su prodotti quali cereali, agrumi, bergamotto e foglia serica.
5. Fiumara[1]
A capo di una lunga e fertile valle a monte di Catona, è distante poco più di 8 km dal mare. Ha una estensione di 509 ettari ed una popolazione di circa 2.000 abitanti. L'economia si basa su prodotti quali vini, olii, frutta, cedri, arance, limoni, essenza di bergamotto.
6. Gallico
Situato a breve distanza dal centro di Reggio è diviso in tre parti: Santa Domenica, Gallico superiore e Gallico inferiore, quest'ultimo lungo la riva del mare in amena posizione. Ha un'estensione di 507 ettari ed una popolazione di circa 5.200 abitanti. È ricchissimo di prodotti della terra, in particolare molte specie di agrumi (tra cui il bergamotto), vini, foglia serica; ha un promettente sviluppo industriale con fabbriche di agrocotto, marmellate, mulini, pastifici; particolarmente sviluppato è il commercio di agrumi, cereali e farine.
7. Gallina
Situato a sei chilometri dal mare in posizione panoramica, ad un'altezza di 235 m s.l.m. Ha un'estensione di 3.535 ettari ed una popolazione di circa 11.200. È un territorio particolarmente ricco di prodotti della terra quali vini, olii, agrumi, cereali, ortaggi e foglia serica, vi fioriscono alcune fabbriche di agrocotto.
8. Pellaro
Situato in riva al mare su di un fertile territorio è dotato di un clima balsamico, tanto da costituire un'apprezzata stazione balneare, da diporto e di cura. Ha un'estensione di 2.490 ettari ed una popolazione di circa 8.750 abitanti. L'economia si basa su abbondanti e vari prodotti come cereali, agrumi, olii, ottimi vini (vedi Pellaro IGT) e frutta.
9. Podàrgoni
Situato lungo la fiumara Gallico sul versante occidentale dell'Aspromonte, è circondato da fertili colline ed è un centro prettamente montano. Ha un'estensione di 2.595 ettari ed una popolazione di circa 1.300 abitanti. L'economia si basa su prodotti quali vini, olive, frutta e legname (castagni).
10. Rosalì
Situato quasi completamente in una valle molto fertile a monte del territorio di Catona, è di clima temperato. Ha un'estensione di 362 ettari ed una popolazione di circa 2.000 abitanti. L'economia si basa su prodotti quali olive, frutta, ottimi ed abbondanti vini.
11. Salìce
Su fertili collinette dall'aria particolarmente salubre ha un abitato di mediocre aspetto e sovrasta il territorio di Catona. Ha un'estensione di 204 ettari ed una popolazione di circa 800 abitanti. L'economia si basa su prodotti quali agrumi, cereali e vino. Molto estese sono le piantagioni dei gelsi con un ricco ed importante allevamento dei bachi.
12. Sambatello
Situato sopra Gallico, da cui è poco distante, si trova su un'estesa e fertile pianura che si affaccia sullo Stretto, u cui si eleva a circa 300 m s.l.m. Ha un'estensione di 898 ettari ed una popolazione di circa 5.000 abitanti. Abbondante è la produzione di frutta, agrumi, foglia serica e di vini di qualità molto pregiata.
13. Villa San Giovanni[1]
Sulla punta nord dello Stretto, la zona abitata si congiunge a nord con la borgata Pezzo quindi con Cannitello, ed a sud con la borgata Acciarello quindi con Catona. Ha un'estensione di 253 ettari, e conta circa 6.600 abitanti. L'economia si basa su prodotti quali vini, agrumi, essenza di bergamotto, larga produzione di bozzoli. È un importante centro per la filatura della seta e del commercio dei cascami; ha fabbriche di essenze, di olii al solfuro, di pipe, di mattoni in cemento; è scalo di transito fra il continente e la Sicilia.
14. Villa San Giuseppe
Sulle alture a 105 m s.l.m., sorge tra Catona e Gallico in posizione panoramica e dotata di un clima salubre e temperato. Ha un'estensione di 249 ettari ed una popolazione di circa 1.600 abitanti. È un importante centro agrumario, in particolare le arance sono ricercatissime per il loro profumo e dimensione.

## L'ampliamento territoriale del Comune di Reggio Calabria

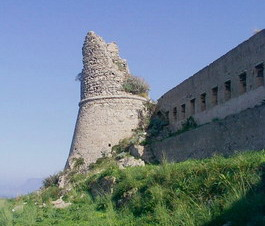
Con la conurbazione del 1927, Torre Cavallo costituiva il limite nord del Comune di Reggio Calabria.

Il comune di Reggio Calabria avanzò richiesta al Governo Nazionale Fascista che il suo territorio fosse ampliato in modo da comprendere i comuni di Cannitello, Villa San Giovanni, Campo Calabro, Fiumara, Catona, Salìce, Villa San Giuseppe, Rosalì, Sambatello, Gallico, Podàrgoni, Cataforio, Gallina e Pellaro.
Nella visione dei fautori, le favorevoli condizioni di clima e di posizione geografica nonché vaste risorse del suolo ed elementi di civiltà e progresso, avrebbero potuto ben fruttare in uno spazio non ristretto; tali comuni avrebbero potuto trarre giovamento da un ampliamento ed accentramento ad una vasta organizzazione comunale intenzionata a favorire lo sviluppo urbano e sociale. La formazione di un'unica organizzazione comunale avrebbe così apportato notevoli vantaggi sia alla città di Reggio che ai comuni aggregati; vantaggi di ordine morale, economico, finanziario, industriale, commerciale, sociale e demografico.
Le motivazioni in supporto all'ipotesi furono:
- L'unificazione del territorio avrebbe formato un centro comunale di oltre 120.000 abitanti, estendendosi lungo la zona occidentale dello Stretto di Messina per circa 30 km, costitueno un'unità etnica di grande importanza, suscettibile di migliore sviluppo.
- I piccoli comuni, fino ad allora appartati e lontani dal grande movimento di rinnovazione, avrebbero riscosso grandi benefici con l'estensione moderna dei servizi pubblici.
- L'unificazione territoriale avrebbe consentito lo sviluppo industriale e commerciale di tutta la zona dello Stretto, producendo la formazione di un migliore tenore di vita alle popolazioni, di un benessere economico e di una materia imponibile, sulla quale prelevare adeguatamente, per le esigenze ed i bisogni della pubblica amministrazione. La formazione di una vasta zona industriale a nord dell'attuale città con possibilità di ampliamento nel cuore del nuovo territorio, e la formazione di un vasto porto modernamente attrezzato, avrebbero costituito i fattori fondamentali per dare impulso a tutte le latenti embrionali energie industriali e commerciali (la produzione della seta, di cui esistono a Reggio, Villa e Cannitello avviati stabilimenti, e la produzione dei laterizi, dei vetri, dei derivati dagli agrumi, delle essenze, dei vini, dei legnami, degli olii).
- L'uniformità amministrativa, di imposizione tributaria, nell'amministrazione dei patrimoni, l'utilizzazione di tutte le risorse, l'applicazione di un'uniforme e congrua sovrimposta, avrebbero consentito inoltre la formazione di un bilancio con cui non soltanto si sarebbe potuto provvedere a tutti i servizi pubblici in misura adeguata, ma anche coprire – nel giro di pochi anni – il largo fabbisogno allora concesso dallo Stato ad integrazione dei vari bilanci.
- L'unificazione dei piani regolatori per tutta la zona costiera avrebbe consentito lo sviluppo edilizio in una linea armonica ed in relazione alle vere esigenze, e avrebbe costituito un potente fattore di addensamento di popolazione lungo la riviera.
- L'unificazione territoriale avrebbe consentito alla grande città di poter estendere, lungo tutto la costa dello Stretto, un nuovo ritmo di vita, di miglioramento e di progresso sociale, rendendo possibile l'incremento della popolazione.

Il progetto della Grande Reggio ebbe avvio, ma non portò i risultati sperati, ne fu causa il rapido distaccamento di Villa San Giovanni e dei centri limitrofi, che non ottennero i risultati promessi.
Secondo quanto sostenuto da molti villesi (un esempio è lo scritto  La fine di un comune o meglio di un mandamento di dieci comuni, lettera di protesta a Mussolini da parte del sacerdote Luigi Nostro), il progetto aveva causato nuove tasse e imposte da parte del maxi-comune, allontanato drasticamente la sede comunale, causando notevoli disagi agli abitanti periferici, e procurato numerosi licenziamenti di impiegati comunali dei vecchi municipi. Luigi Nostro sosteneva che i villesi dovevano pagare annualmente l'enorme cifra di un milione di lire e continuava dicendo che, secondo i suoi calcoli, con tutti gli altri comuni aggregati la cifra saliva a tredici milioni di lire, sempre annui, ma il capoluogo non riusciva ugualmente a pareggiare i bilanci, gravando sul bilancio dello Stato. Egli invocava quindi la fine di quella che chiamava una «ingiusta sudditanza» affermando: 
Con decreto governativo del 26 gennaio 1933 Villa San Giovanni tornò a essere comune autonomo, comprendendo da quella data anche Cannitello, Campo Calabro e Fiumara. Nel 1947 Campo Calabro e Fiumara tornarono comuni autonomi.
Oggi, l'argomento è tornatato ad essere dibattuto, con il riconoscimento di Reggio come Città metropolitana e della sua corrispondente Area Metropolitana, e con il progetto dell'Area Metropolitana dello Stretto, che prenda atto di un'unica realtà metropolitana data dall'integrazione delle due sponde dello Stretto.

## I nuovi scenari metropolitani per la città
Nel 2009 grazie ad una legge del parlamento Reggio Calabria entra nel gruppo delle città metropolitane.

### Agglomerato urbano dello stretto

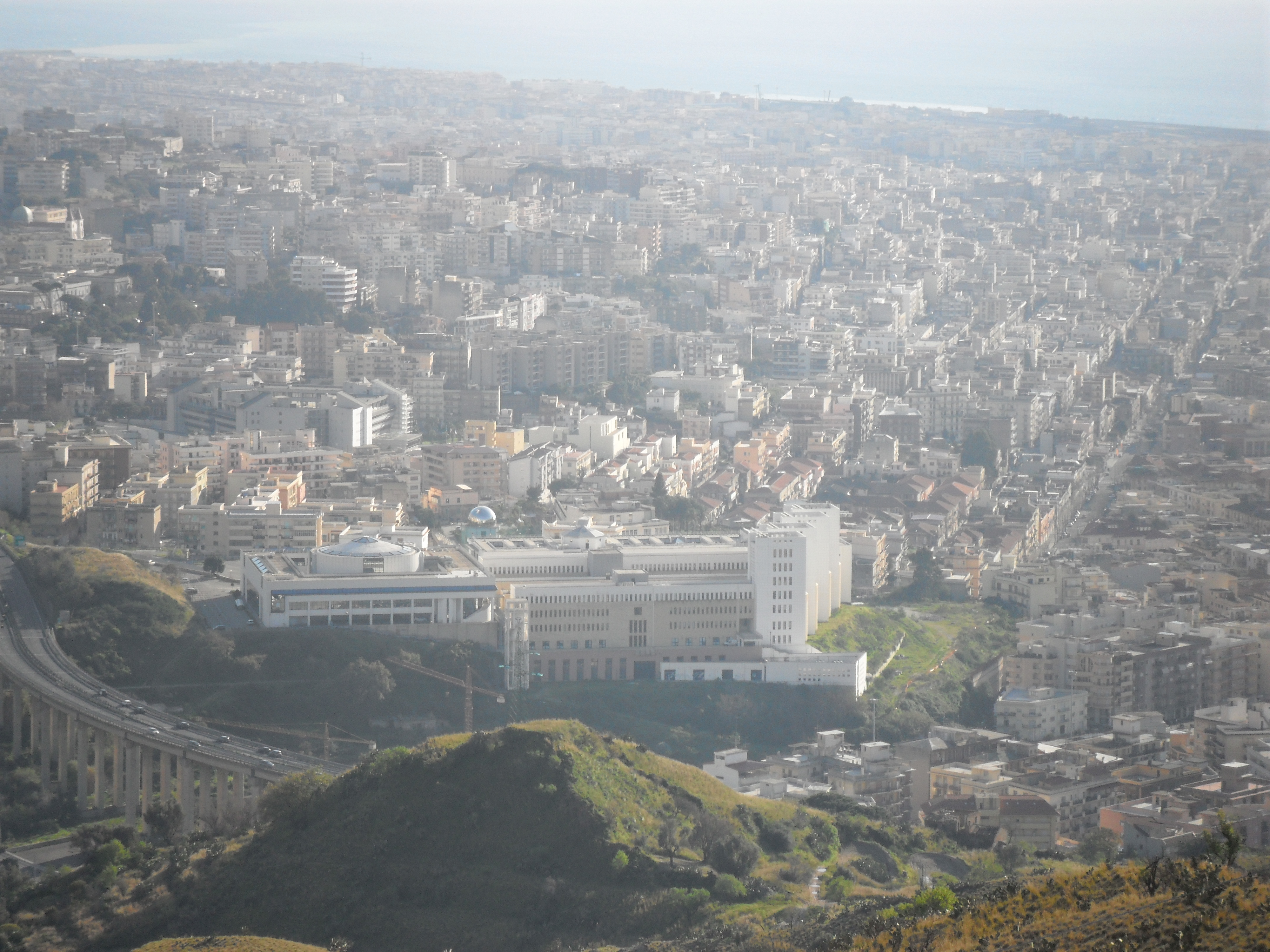
Panorama centro cittadino

L'area dello stretto è una conurbazione dovuta alla continuità urbana ed alla forte interazione sociale ed economica di alcuni comuni della Città metropolitana di Reggio Calabria, disposti a ridosso della città o lungo la sponda orientale dello Stretto di Messina. I comuni che formano quest'area sono uniti anche da accordi di collaborazione per espletare alcuni servizi di interesse sovracomunale.
I comuni che rientrano nel circondario reggino dello stretto sono 15:
| Provincia                              | Comune                      | Superficie (in km²) | Popolazione |
| -------------------------------------- | --------------------------- | ------------------- | ----------- |
| Calabria                               |                             |                     |             |
| Città metropolitana di Reggio Calabria | Bagnara Calabra             | 24,68               | 10.660      |
| Città metropolitana di Reggio Calabria | Campo Calabro               | 7,46                | 4.407       |
| Città metropolitana di Reggio Calabria | Calanna                     | 10                  | 1.006       |
| Città metropolitana di Reggio Calabria | Cardeto                     | 36                  | 1.877       |
| Città metropolitana di Reggio Calabria | Fiumara di Muro             | 6                   | 1.068       |
| Città metropolitana di Reggio Calabria | Laganadi                    | 8                   | 422         |
| Città metropolitana di Reggio Calabria | Melito di Porto Salvo       | 35                  | 11.594      |
| Città metropolitana di Reggio Calabria | Montebello Ionico           | 55                  | 6.463       |
| Città metropolitana di Reggio Calabria | Motta San Giovanni          | 45                  | 6.317       |
| Città metropolitana di Reggio Calabria | Reggio Calabria             | 236,02              | 186.547     |
| Città metropolitana di Reggio Calabria | San Roberto                 | 34                  | 1.912       |
| Città metropolitana di Reggio Calabria | Scilla                      | 43                  | 5.139       |
| Città metropolitana di Reggio Calabria | Sant'Alessio in Aspromonte  | 4                   | 357         |
| Città metropolitana di Reggio Calabria | Santo Stefano in Aspromonte | 17                  | 1.330       |
| Città metropolitana di Reggio Calabria | Villa San Giovanni          | 12,22               | 13.797      |
| TOTALE                                 | TOTALE                      | 573,38              | 252.891     |

### L'area metropolitana secondo uno studio di settore
Secondo uno studio dell'Institut d'Estudis Regionals i metropolitans di Barcellona, che ha utilizzato e messo a confronto i risultati ottenuti da due diverse metodologie basate sui flussi pendolari (Functional Urban Regions-FUR e Dynamic Metropolitan Areas-DMA), l'area metropolitana reggina secondo la prima delimitazione (FUR) è formata da 21 comuni (Bagaladi, Bagnara Calabra, Bova marina, Calanna, Campo Calabro, Cardeto, Condofuri, Fiumara, Laganadi, Melito P.S., Montebello Ionico, Motta S.G., Reggio Calabria, Roccaforte del Greco, Rogudi, S. Lorenzo, S.Roberto, Sant'Alessio in A., S.Stefano in A., Scilla, Villa S. Giovanni) e conta 267.527 abitanti; mentre secondo l'altra metodologia (DMA) è formata sempre da 21 comuni (si sostituisce Bagnara C. con Palizzi rispetto alla precedente delimitazione) e conta 259.254 abitanti.
Di seguito viene riportata la composizione della Functional Urban Region (FUR) individuata dalla ricerca
| Provincia                              | Comune                      | Superficie (in km²) | Popolazione |
| -------------------------------------- | --------------------------- | ------------------- | ----------- |
| Calabria                               |                             |                     |             |
| Città metropolitana di Reggio Calabria | Bagnara Calabra             | 24,68               | 10.655      |
| Città metropolitana di Reggio Calabria | Bagaladi                    | 30                  | 1.132       |
| Città metropolitana di Reggio Calabria | Bova Marina                 | 29                  | 3.873       |
| Città metropolitana di Reggio Calabria | Calanna                     | 10                  | 1.006       |
| Città metropolitana di Reggio Calabria | Campo Calabro               | 7,46                | 4.407       |
| Città metropolitana di Reggio Calabria | Cardeto                     | 36                  | 1.877       |
| Città metropolitana di Reggio Calabria | Condofuri                   | 58                  | 4.977       |
| Città metropolitana di Reggio Calabria | Fiumara di Muro             | 6                   | 1.068       |
| Città metropolitana di Reggio Calabria | Laganadi                    | 8                   | 422         |
| Città metropolitana di Reggio Calabria | Melito di Porto Salvo       | 35                  | 11.594      |
| Città metropolitana di Reggio Calabria | Montebello Ionico           | 55                  | 6.463       |
| Città metropolitana di Reggio Calabria | Motta San Giovanni          | 45                  | 6.317       |
| Città metropolitana di Reggio Calabria | Reggio Calabria             | 236,02              | 186.547     |
| Città metropolitana di Reggio Calabria | Roccaforte del Greco        | 54                  | 594         |
| Città metropolitana di Reggio Calabria | Roghudi                     | 36                  | 1.203       |
| Città metropolitana di Reggio Calabria | San Lorenzo                 | 64                  | 2.857       |
| Città metropolitana di Reggio Calabria | San Roberto                 | 34                  | 1.912       |
| Città metropolitana di Reggio Calabria | Sant'Alessio in Aspromonte  | 4                   | 357         |
| Città metropolitana di Reggio Calabria | Santo Stefano in Aspromonte | 17                  | 1.330       |
| Città metropolitana di Reggio Calabria | Scilla                      | 43                  | 5.139       |
| Città metropolitana di Reggio Calabria | Villa San Giovanni          | 12,22               | 13.792      |
| TOTALE                                 | TOTALE                      | 845.06              | 267.527     |

Ricerca dell'Università di Barcellona